# Thomas Stanley Bocock

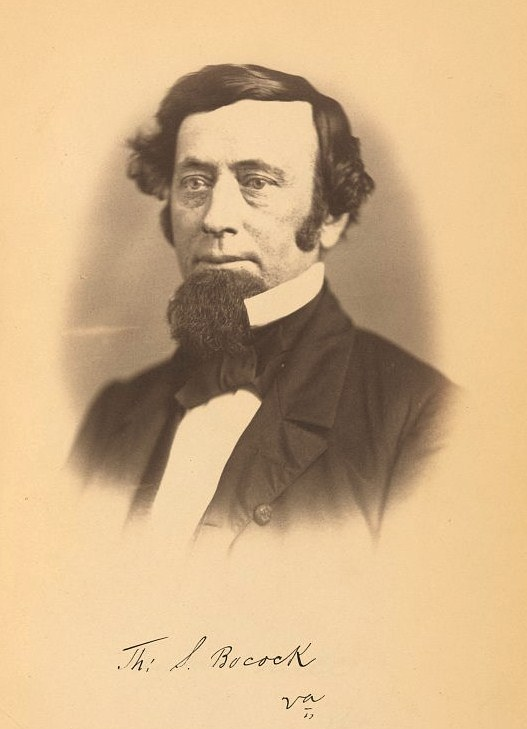
Thomas Stanley Bocock (1859)

Thomas Stanley Bocock (* 18. Mai 1815 in Buckingham, Buckingham County, Virginia; † 5. August 1891 im Appomattox County, Virginia) war ein US-amerikanischer Politiker.

## Werdegang
Bocock wurde als Kind von Privatlehrern unterrichtet. Er graduierte 1838 am Hampden-Sydney College, studierte Jura und wurde dann 1840 als Anwalt zugelassen. Anschließend praktizierte er in Buckingham Court House. Er entschied sich 1842 eine politische Laufbahn einzuschlagen, als er für das Abgeordnetenhaus von Virginia kandidierte, wo er nach erfolgreicher Wahl bis 1844 verblieb. Danach war er von 1845 bis 1846 als Staatsanwalt des Appomattox County tätig.
Er wurde 1846 als Demokrat in das US-Repräsentantenhaus gewählt, wo er dann von 1847 bis 1861 tätig war. Dort war er von 1853 bis 1855, sowie wieder von 1857 bis 1859, Vorsitzender des Committee on Naval Affairs. 1859 wurde Bocock für den Posten des Speaker of the House nominiert, jedoch zog er seine Kandidatur nach acht Wochen wieder zurück. Der Grund dafür waren die vielen Debatten und Wahlgänge, als kein Speaker gewählt werden konnte.
Nach dem Ausbruch des Bürgerkrieges und Virginias Sezession war Bocock 1861 als Demokrat in den Konföderiertenkongress gewählt worden, wo er bis zum Ende des Kriegs 1865 tätig war. Er war Mitglied des Provisorischen Konföderiertenkongresses sowie des 1. und 2. Konföderiertenkongresses. Ferner war er zwischen 1862 und 1865 Speaker des Konföderiertenkongresses.
Nach dem Ende des Sezessionskriegs war Bocock wieder von 1877 bis 1879 im Abgeordnetenhaus von Virginia. Er war auch als Delegierter bei den Democratic National Conventions 1868, 1876 und 1880 dabei. Er starb am 5. August 1891 und wurde auf dem Old Bocock Cemetery nahe seiner Plantage in Wildway beerdigt.